# Libnotes (Libnotes) impressa
Libnotes (Libnotes) impressa is een tweevleugelige uit de familie steltmuggen (Limoniidae). De soort komt voor in het Oriëntaals gebied.